# Памятник доктору Карлу Люгеру
Памятник доктору Карлу Люгеру (нем. Dr.-Karl-Lueger-Denkmal), также известный как Мемориал Люгера (нем. Lueger-Ehrenmal) — скульптурный памятник Карлу Люгеру, бургомистру Вены, спроектированный Йозефом Мюллнером. Установлен в 1926 году на Доктор-Карл-Люгер-Плац в Вене. Памятник регулярно подвергается критике за то, что он посвящён Карлу Люгеру, стороннику антисемитских взглядов, а также потому, что он спроектирован националистом Йозефом Мюллнером.

## История

### Планирование
Карл Люгер переименовал Ратхаусплац в Доктор-Карл-Люгер-Плац, будучи ещё в должности бургомистра Вены. Таким образом, он определил место для возведения своего будущего памятника. Уже в день его смерти «из кругов ратуши сообщили», что на этой площади планировалось возведение огромного памятника Люгеру. 26 мая 1910 года муниципальный совет Вены создал комитет по памятникам во главе с заместителем мэра Генрихом Хирхаммером. Вопреки резкой критике, в том числе со стороны советника по строительству Отто Вагнера, в качестве инсталляции на площади, которая тогда называлась Доктор-Карл-Люгер-Плац (ныне Ратхаусплац), давно планировался памятник императору Францу Иосифу I.

### Конкурс
Конкурс проектов памятника Лютеру на Доктор-Карл-Люгер-Плац был публично объявлен 19 мая 1912 года и открыт для «всех немецких художников с австрийским гражданством». К 31 октября 1912 года было получено 48 проектов. В шорт-лист вошли десять дизайнов. Жюри состояло из мэра Йозефа Ноймайера в качестве председателя, вице-мэра и председателя комитета по памятникам Генриха Хирхаммера, ректора Императорской и Королевской академии изящных искусств Рудольфа Бахера, многочисленных местных советников, членов городских советов, муниципальных советников и старших советников по строительству. Также в состав жюри входили художники Карл Кундманн, Вильгельм Зайб, Эдмунд фон Хофманн, Людвиг Хуйер и Рудольф Юнк. Для реализации судьи выбрали проект Йозефа Мюллнера «Фрукты оживляют человека» (нем. Rüchte bringe das Leben dem Manne). В дополнение к этому, за свои проекты Эрнст Хегенбарт, Ханс Швате и Рудольф Вейр получили вознаграждение в размере 4000 крон каждый. Проекты Карла Филиппа, Теодора Штундла, Отто Хофнера, Фрица Церрича вместе с архитектором Густавом Адольфом Кенигом, Якобом Грубером и Францем Зайфертом получили вознаграждение в размере 1300 крон каждый. Комитет памятников не зависел от решения жюри, но принял проект.

### Возведение памятника
Мюллнер выполнял работу по камню и сделал гипсовую форму для статуи Люгера между 1913 и 1916 годами. После того, как бронза, предназначенная для отливки, была конфискована из-за Первой мировой войны, проект на время застопорился.
19 февраля 1925 года был основан новый мемориальный комитет под руководством Леопольда Кунчака, который продолжил работы по возведению мемориала. Тем временем социал-демократическое городское правительство предложило установить памятник в конце улицы Вольцайле, прилегающей к кольцу у ворот Штубентор. Этот вариант рассматривался вместо площади перед ратушей, которая в то время фактически связывалась с Мемориалом Лессинга.
19 сентября 1926 года памятник Люгеру был открыт. Среди гостей были почти все федеральные канцлеры Первой республики, а именно Рудольф Рамек, Игнац Зайпель, Йохан Шобер, Эрнст Штреерувиц, Карл Вогойн, Карл Буреш и Вальтер Брайски, а также председатель Национального совета Вильгельм Миклас, кардинал архиепископ Пиффль, президент Верховного суда Юлиус Роллер и социал-демократический мэр Карл Зейтц. В мероприятии приняли участие 150 тысяч человек, а наблюдали за этим ещё 300 тысяч зрителей. 6 октября 1926 года муниципальный совет решил назвать нижнюю часть Воллцайле Доктор-Карл-Люгер-Плац и в то же время переименовать существующую Доктор-Карл-Люгер-Плац обратно в Ратхаусплац.

## Описание
Памятник опирается на три ступенчатых венка, самый нижний из которых имеет диаметр более десяти метров. На них стоит круглый трехъярусный постамент, в середину которого встроены четыре живописных рельефа. На постаменте стоит восьмигранный трехъярусный пьедестал, в нижней части которого высечена надпись «LUEGER», обрамлённая золотом. У постамента расположено четыре аллегорические статуи. Вся каменная часть памятника высечена из мерцающего розового унтерсбергского мрамора. Памятник венчает бронзовая фигура Люгера высотой более 4,5 метров. Люгер изображён в вертикальном положении, с обеими руками на сердце и слегка приоткрытыми губами, как будто он начинает зачитывать речь.
Аллегорические статуи изображают молодого рабочего с газовой трубой, олицетворяющего помощь работникам газовых заводов и систем городского освещения, старика, олицетворяющего помощь городским больных и благосостояние пожилых людей (в частности, строительство дома престарелых Лайнца), скорбящую женщину с детьми, олицетворяющую создание вдовьего и сиротского приюта, а также молодого батрака, олицетворяющего создание Лесолуговой полосы.
На четырёх горельефах изображена сцена с посадкой деревьев для Лесолуговой полосы, прокладка трубы для второй линии снабжения Вены высокогорной водой, сцена строительных работ и Люгер, пожимающий руку мужчине из толпы.

## Критика

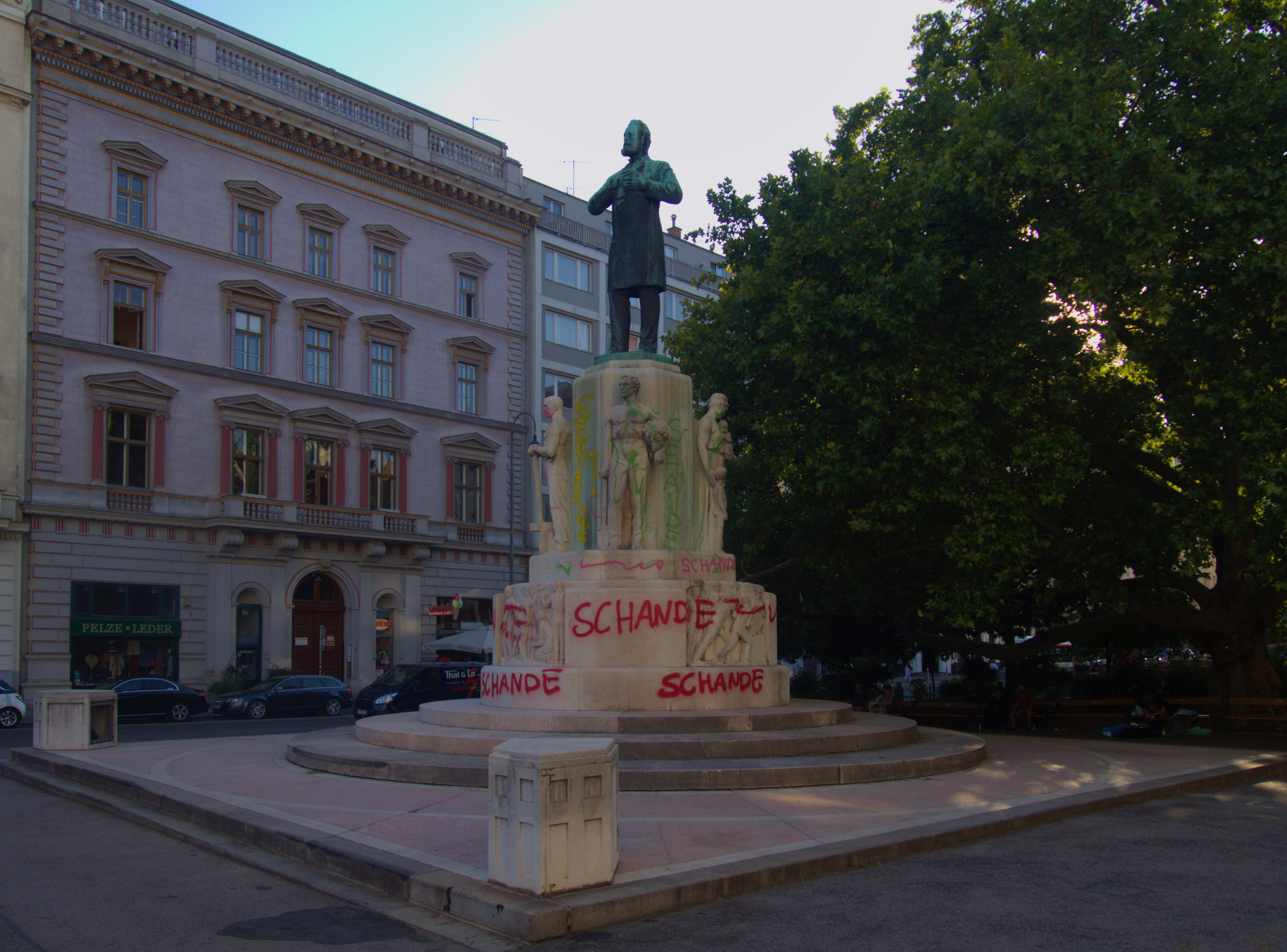
Мемориал Люгера с надписью «Позор» (Schande), лето 2020.

Памятник Люгеру регулярно подвергается критике за то, что Карл Люгер придерживался антисемитских взглядов, а Йозеф Мюллер, спроектировавший памятник, был сторонником немецкого национализма и национал-социализма. За прошедшие годы на Люгерплац проходило несколько художественных акций, например, акция 2003 году Бернда Фашинга и акция 2019 года Инес Хохгернер и Петера Фритценвалльнера.
В 2009 году Венский университет прикладного искусства объявил неофициальный конкурс на реконструкцию Люгерплац. Из более чем 150 представленных работ жюри конкурса отметило проект музыканта Клеменса Вихлидала, который предусматривал наклон памятника на 3,5 градуса от пьедестала.
В мае 2020 года на мемориал было нанесено несколько позорных надписей. Эта акция вызвала широкую дискуссию в обществе о том, как лучше поступить с мемориалом и его топонимом. Затем последовало публичное обращение, подписанное директорами известных художественных учреждений Вены, художниками и историками, в котором призывалось «позорить» Люгера. Неделю спустя семнадцать организаций провели «опозоривание» мемориала.
В мае 2021 года платформа гражданского общества aufstehn.at представила отчёт инициированной ею экспертной комиссии по мемориалу. Основными требованиями комиссии были переименование площади, её комплексное преобразование и объявление открытого конкурса на её реконструкцию.
В ноябре 2021 года Международная лига по борьбе с расизмом и антисемитизмом (LICRA) представила «Коллоквиум за перемены на Люгерплац» в MUMOK в номинации «Мрамор. Бронза. Ответственность». Среди участников были Дебора Хартманн, Вероника Кауп-Хаслер, Вилли Мерни, Ариэль Музыкант, Барбара Штаудингер, Дорон Рабиновичи, Дирк Рупноу, Эдмунд де Ваал и Флориан Веннингер.
В июне 2022 года пережившие Холокост австрийцы Элазар Беньоэтц, Эрик Кандел, Эвелин Тортон Бек, Фред Терна, Георг Стефан Троллер, Курт Розенкранц, Лоре Сигал, Риан Айслер и Цви Ягендорф обратились с открытым письмом к мэру Михаэлю Людвигу с требованием удалить мемориал. На письмо мэр не ответил.

## Попытки контекстуализации

### Пояснительная доска «Винкль»

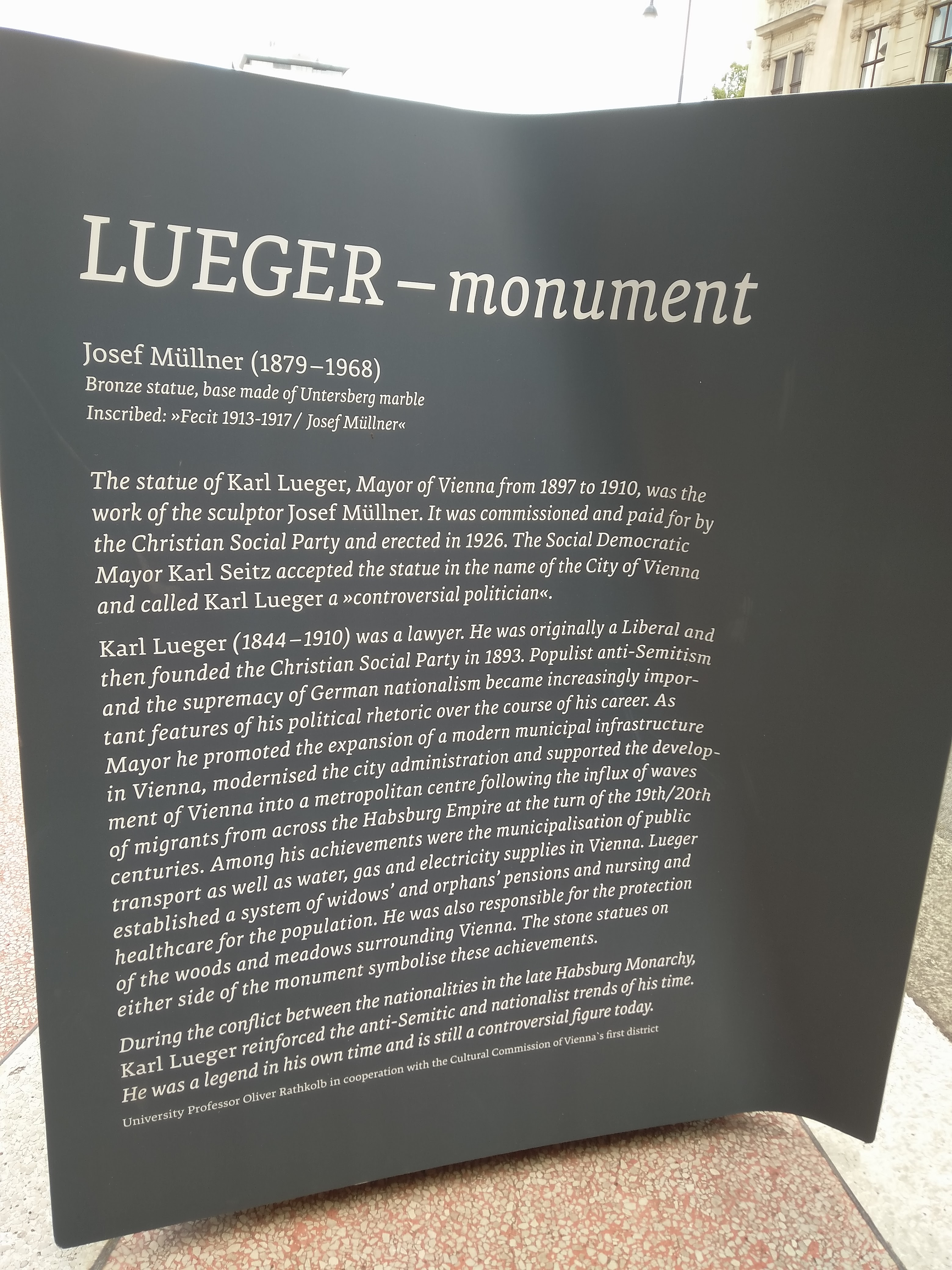
Пояснительная доска «Винкль».

В июне 2016 года член городского совета по культуре Майлат-Покорный и глава района Фигль открыли дополнительную доску к мемориалу Люгера. Согласно пресс-релизу, «Винкль» должен напоминать «обе стороны» деятельности Люгера.

#### Критика
Доска подверглась критике за то, что большая часть её текста подчеркивает достоинства Люгера, и только последние два предложения касаются его антисемитизма. Некоторые критики также отмечали, что небольшая доска рядом с памятником едва заметна.

### Временное вмешательство Lueger temporär
В рамках симпозиума, организованного Международной лигой против расизма и антисемитизма в MUMOK, член городского совета по культуре Кауп-Хаслер объявил о «временной отмене» и постоянной «художественной контекстуализации» до 2023 года. Выступление дуэта художников Николь Сикс и Пола Петрича, которое состоялось 12 октября 2022 года, помещает красочные деревянные силуэты шестнадцати памятников Люгера в Вене, включая сам Мемориал Люгера, в масштабе 1:1 на Люгерплац.

#### Критика
Временное вмешательство подверглось критике, потому что идея была выдвинута после того, как открытое письмо выживших во время Холокоста, выступающих против памятника Люгеру, осталось без ответа. С точки зрения содержания, это вмешательство подвергается критике за то, что оно оказывает честь Карлу Люгеру, а также не затрагивает ни антисемитизм Люгера, ни национал-социалистические настроения Мюллнера. Например, критика исходила от представителей еврейских австрийских студентов перед открытием: инсталляция «никоим образом не ссылается на проблемы антисемитской истории Вены и Люгера». Скорее, «площадь снова обеспечена „достижениями“ Люгера, и, таким образом, чествование его политической карьеры не заканчивается, а наоборот приобретает красочные цвета, таким образом, скрывая антисемитизм». Стоимость 100 тысяч евро за годичный проект, предоставленный без тендера, также подверглась критике.

## Галерея

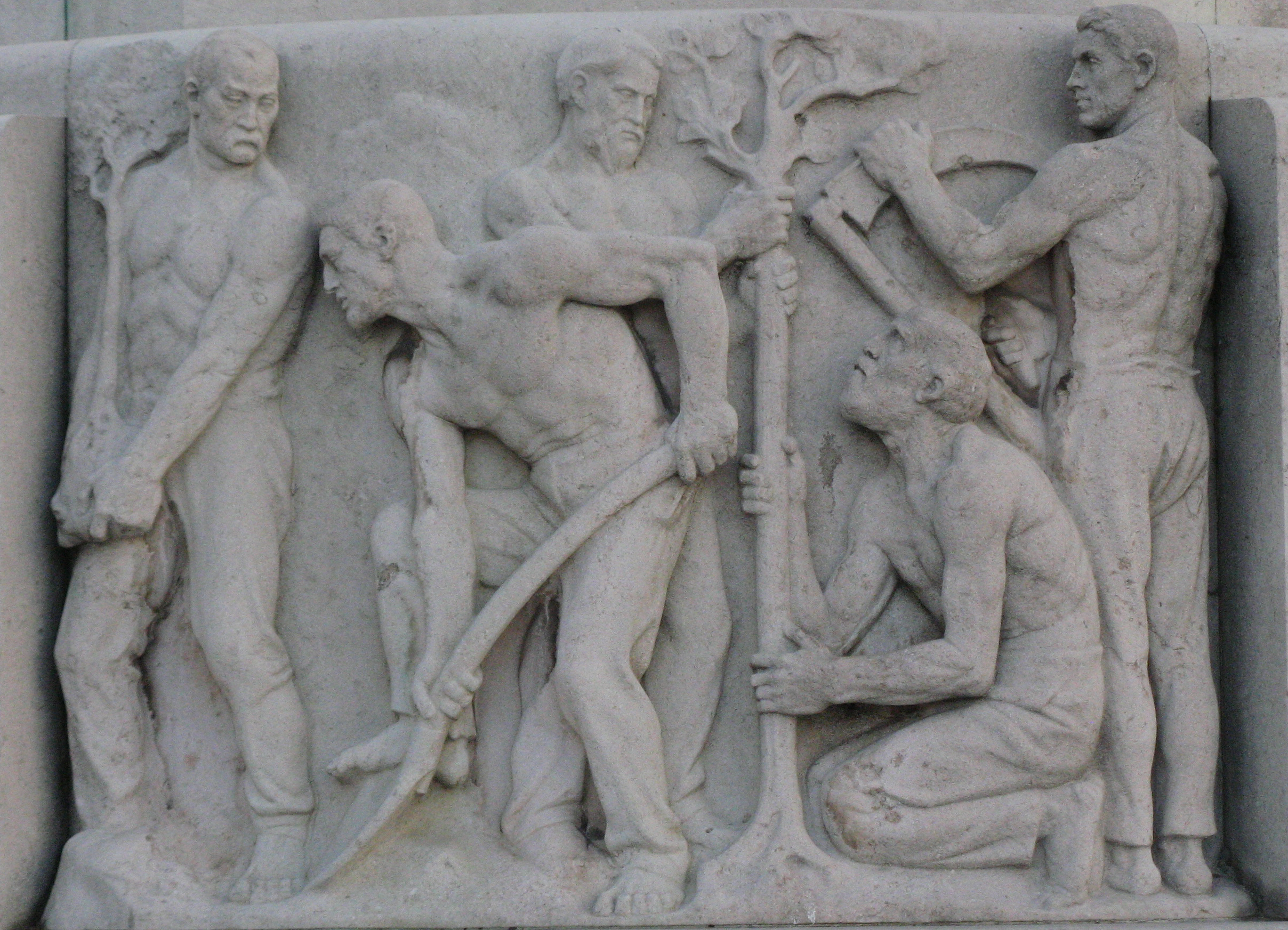
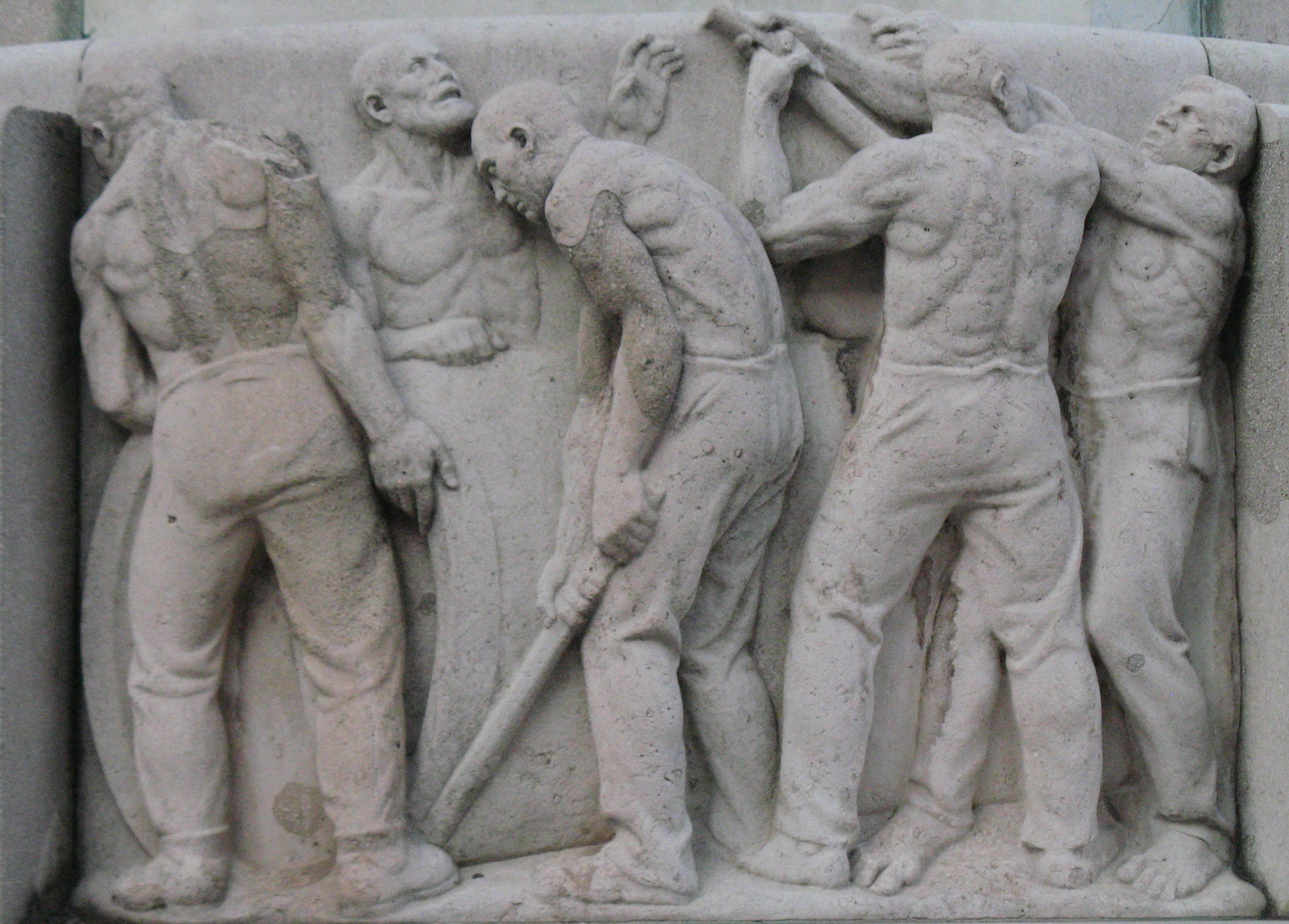
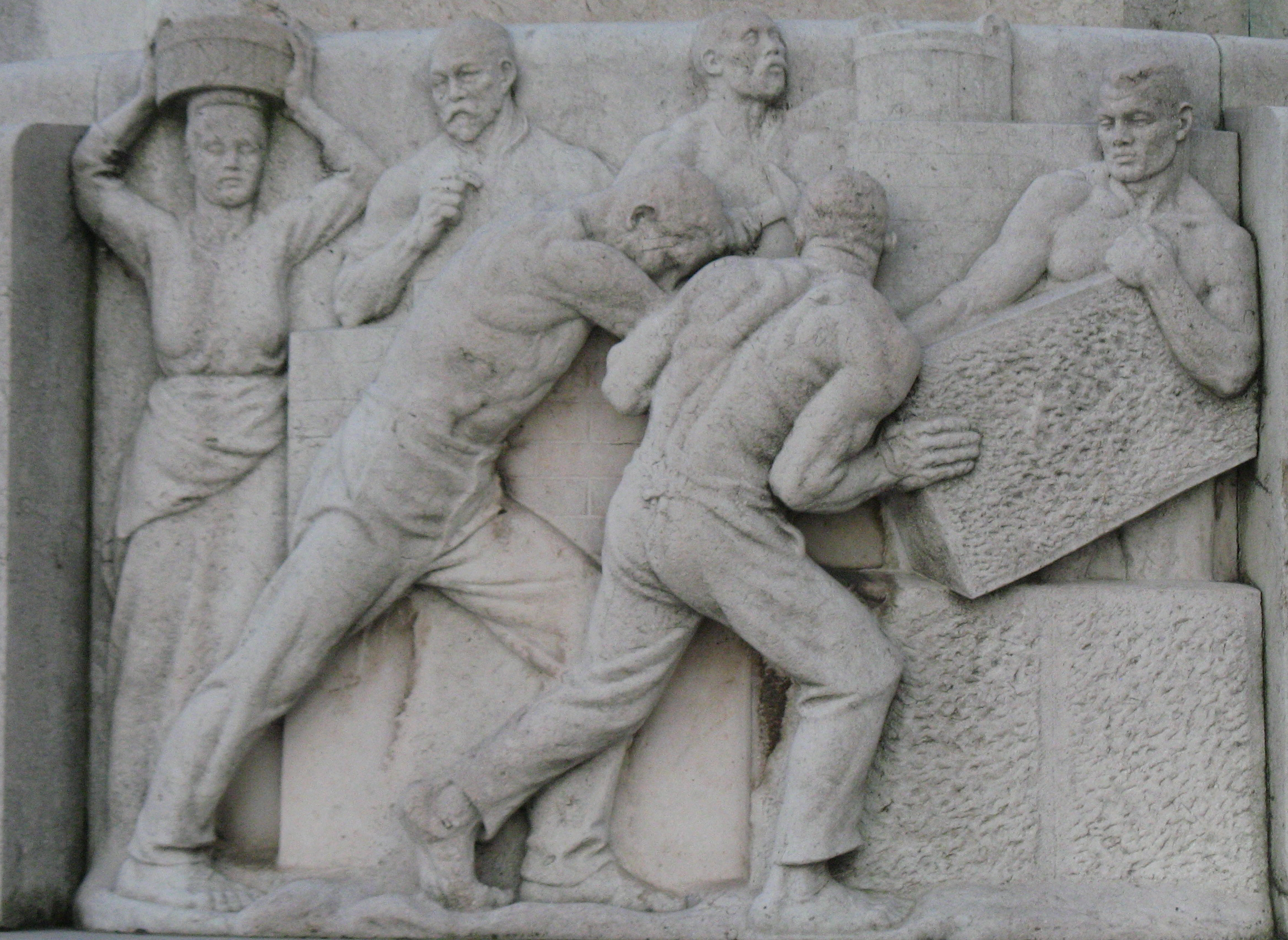
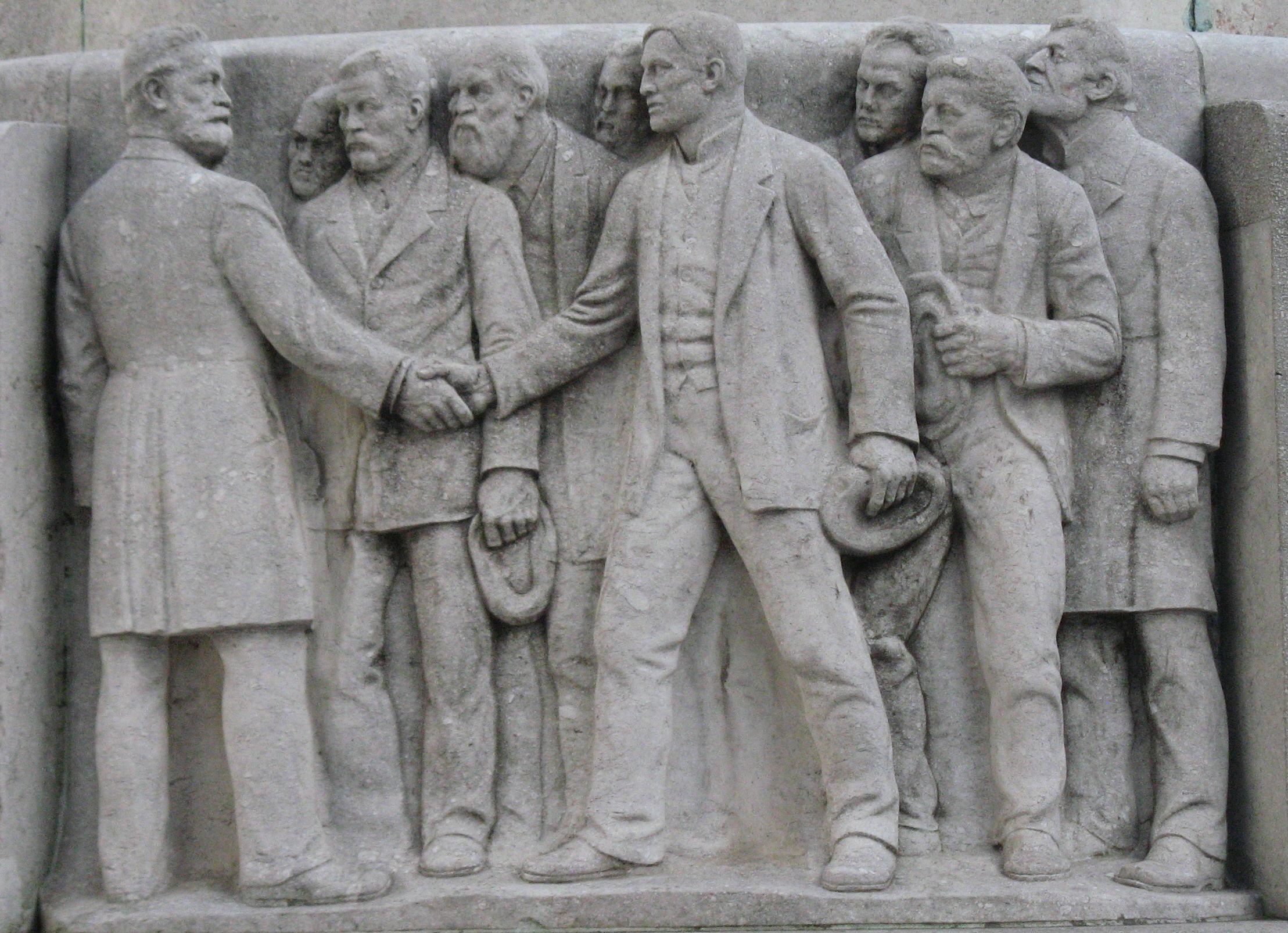